# Lijst van voetbalinterlands Duitsland - Uruguay
Deze lijst van voetbalinterlands is een overzicht van alle officiële voetbalwedstrijden tussen de nationale teams van (West-)Duitsland en Uruguay. De landen speelden tot op heden elf keer tegen elkaar. De eerste ontmoeting, een kwartfinale tijdens de Olympische Zomerspelen 1928, werd gespeeld in Amsterdam (Nederland) op 3 juni 1928. Het laatste duel, een vriendschappelijke wedstrijd, vond plaats op 29 mei 2011 in Sinsheim.

## Wedstrijden
| №  | Plaats         | Datum            | Competitie        | Wedstrijd                | Uitslag |
| -- | -------------- | ---------------- | ----------------- | ------------------------ | ------- |
| 1  | Amsterdam      | 3 juni 1928      | OS 1928           | Duitsland – Uruguay      | 1 – 4   |
| 2  | Hamburg        | 11 april 1962    | Vriendschappelijk | West-Duitsland – Uruguay | 3 – 0   |
| 3  | Sheffield      | 23 juli 1966     | WK 1966           | West-Duitsland – Uruguay | 4 – 0   |
| 4  | Mexico-Stad    | 20 juni 1970     | WK 1970           | West-Duitsland – Uruguay | 1 – 0   |
| 5  | Montevideo     | 8 juni 1977      | Vriendschappelijk | Uruguay – West-Duitsland | 0 – 2   |
| 6  | Querétaro      | 4 juni 1986      | WK 1986           | West-Duitsland – Uruguay | 1 – 1   |
| 7  | Stuttgart      | 25 april 1990    | Vriendschappelijk | West-Duitsland – Uruguay | 3 – 3   |
| 8  | Montevideo     | 20 december 1992 | Vriendschappelijk | Uruguay – Duitsland      | 1 – 4   |
| 9  | Karlsruhe      | 13 oktober 1993  | Vriendschappelijk | Duitsland – Uruguay      | 5 – 0   |
| 10 | Port Elizabeth | 10 juli 2010     | WK 2010           | Uruguay – Duitsland      | 2 – 3   |
| 11 | Sinsheim       | 29 mei 2011      | Vriendschappelijk | Duitsland – Uruguay      | 2 – 1   |

## Samenvatting
| Competitie        | Totaal gespeeld | Winst Duitsland | Gelijk | Winst Uruguay | Doelsaldo Duitsland – Uruguay |
| ----------------- | --------------- | --------------- | ------ | ------------- | ----------------------------- |
| WK-eindronde      | 4               | 3               | 1      | 0             | 9 − 3                         |
| Olympische Spelen | 1               | 0               | 0      | 1             | 1 − 4                         |
| Vriendschappelijk | 6               | 5               | 1      | 0             | 19 − 5                        |
| Totaal            | 11              | 8               | 2      | 1             | 29 − 12                       |

Wedstrijden bepaald door strafschoppen worden, in lijn met de FIFA, als een gelijkspel gerekend.

## Details

### Eerste ontmoeting
| OS 1928 (Amsterdam, Nederland, 3 juni 1928): |       |                                                                         |
| Duitsland                                    | 1 – 4 | Uruguay                                                                 |
| Richard Hofmann 81'                          | goals | 36' Pedro Petrone 38' Héctor Castro 64' Héctor Castro 84' Pedro Petrone |

### Tweede ontmoeting
| Vriendschappelijk (Hamburg, West-Duitsland, 11 april 1962): |       |         |
| West-Duitsland | 3 – 0 | Uruguay |
| Helmut Haller 25' Hans Schäfer 53' Willi Koslowski 75' | goals |         |
| - Duel onder leiding van de Nederlandse scheidsrechter Leo Horn. - Debuut van Wolfgang Fahrian (TSG Ulm 1846), Jürgen Kurbjuhn (HSV) en Willi Koslowski (Schalke 04) voor West-Duitsland. |       |         |

### Derde ontmoeting
| WK 1966 (Sheffield, Verenigd Koninkrijk, 23 juli 1966): |              | |
| West-Duitsland | 4 – 0        | Uruguay |
| Helmut Haller 10' Franz Beckenbauer 70' Uwe Seeler 75' Helmut Haller 84' |              | |
| Helmut Schön | bondscoach   | Ondino Viera |
| Hans Tilkowski Horst-Dieter Höttges Karl-Heinz Schnellinger Franz Beckenbauer Willi Schulz Wolfgang Weber Helmut Haller Wolfgang Overath Uwe Seeler Siegfried Held Lothar Emmerich | opstellingen | Ladislao Mazurkiewicz Horacio Troche Jorge Manicera Luis Ubiña Néstor Gonçálvez Omar Caetano Julio César Cortés Héctor Salvá Héctor Silva Pedro Rocha Domingo Pérez |

### Zesde ontmoeting
| WK 1986 (Querétaro, Mexico, 4 juni 1986): |              | |
| West-Duitsland | 1 – 1        | Uruguay |
| Klaus Allofs 84' | goals        | 4' Antonio Alzamendi |
| Franz Beckenbauer | bondscoach   | Omar Borrás |
| Toni Schumacher Thomas Berthold Hans-Peter Briegel Norbert Eder Karlheinz Förster Klaus Augenthaler Andreas Brehme 46' Lothar Matthäus 69' Rudi Völler Felix Magath Klaus Allofs | opstellingen | Fernando Álvez Nelson Gutiérrez Eduardo Acevedo Víctor Diogo Miguel Bossio José Batista 80' Antonio Alzamendi 56' Jorge Barrios Enzo Francescoli Sergio Santín Jorge da Silva |
| Pierre Littbarski 46' Karl-Heinz Rummenigge 69' | wissels      | 56' Mario Saralegui 80' Venancio Ramos |
| | gele kaarten | 28' Víctor Diogo 62' Mario Saralegui |

### Zevende ontmoeting
| Vriendschappelijk (Stuttgart, West-Duitsland, 25 april 1990): |              | |
| West-Duitsland | 3 – 3        | Uruguay |
| Lothar Matthäus 60' Rudi Völler 64' Jürgen Klinsmann 75' | goals        | 40' Carlos Aguilera 73' Santiago Ostolaza 78' Daniel Revelez |
| Franz Beckenbauer | bondscoach   | Oscar Tabárez |
| Bodo Illgner 46' Jürgen Kohler Thomas Berthold Guido Buchwald Andreas Brehme Thomas Häßler Pierre Littbarski Lothar Matthäus Uwe Bein 68' Jürgen Klinsmann Rudi Völler | opstellingen | Eduardo Pereira Daniel Revelez Hugo De León José Oscar Herrera José Batlle Perdomo Alfonso Domínguez Ruben Pereyra 80' Carlos Aguilera 70' Ruben Paz Santiago Ostolaza Rubén Sosa |
| Raimond Aumann 46' Olaf Thon 68' | wissels      | 70' Daniel Fonseca 80' Sergio Daniel Martínez |

### Achtste ontmoeting
| Vriendschappelijk (Montevideo, Uruguay, 20 december 1992): |              | |
| Uruguay | 1 – 4        | Duitsland |
| Héctor Morán 84' | goals        | 41' Guido Buchwald 60' Andreas Möller 70' Thomas Häßler 76' Jürgen Klinsmann                                                                                          |
| Luis Alberto Cubilla | bondscoach   | Berti Vogts |
| Robert Siboldi Eber Moas Daniel Sánchez Milton Gómez Nelson Cabrera José Luis Zalazar Héctor Morán Marcelo Saralegui 58' Álvaro Gutiérrez Walter Peletti Hugo Romeo Guerra | opstellingen | Andreas Köpke Olaf Thon Jürgen Kohler Thomas Helmer 84' Thomas Häßler Michael Zorc Guido Buchwald Lothar Matthäus 84' Thomas Doll Andreas Möller 79' Jürgen Klinsmann |
| José García 58' | wissels      | 79' Bruno Labbadia 84' Matthias Sammer 84' Ulf Kirsten |

### Negende ontmoeting
| Vriendschappelijk (Karlsruhe, Duitsland, 13 oktober 1993): |              | |
| Duitsland | 5 – 0        | Uruguay |
| Guido Buchwald 8' Andreas Möller 10' Karl-Heinz Riedle 12' Ulf Kirsten 70' Luis María Romero 88' (e.d.) | goals        | |
| Berti Vogts | bondscoach   | Roberto Fleitas |
| Andreas Köpke Lothar Matthäus Jürgen Kohler Thomas Helmer 73' Thomas Häßler Stefan Effenberg 87' Guido Buchwald Christian Ziege Andreas Möller Karl-Heinz Riedle 61' Jürgen Klinsmann | opstellingen | Oscar Ferro 46' José Enrique González Paolo Montero Fernando Kanapkis Luis María Romero Julio Rodríguez Gustavo Poyet Santiago Ostolaza Juan Ferreri 63' Jacinto Cabrera 55' Ricardo dos Santos |
| Ulf Kirsten 61' Michael Zorc 73' Thomas Ritter 87' | wissels      | 46' Ricardo Bitancourt 55' Julio César Albino 63' Osvaldo Canobbio |
| | gele kaarten | ??' Fernando Kanapkis ??' Santiago Ostolaza ??' Julio Rodríguez ??' Juan Ferreri |
| - Laatste interland van Santiago Ostolaza (43ste) en Fernando Kanapkis (20ste); debuut van José Enrique González (Defensor SC), Ricardo Bitancourt (Danubio FC), Juan Ferreri (Defensor SC), Julio César Rodríguez (Danubio FC), Julio César Albino (CA Progreso), Osvaldo Canobbio (CA River Plate Montevideo) en Luis María Romero (Montevideo Wanderers FC) voor Uruguay. - Uruguay onder leiding van interim-bondscoach Roberto Fleitas. |              | |

### Tiende ontmoeting
| WK 2010 (Port Elizabeth, Zuid-Afrika, 10 juli 2010): |              | |
| Uruguay | 2 – 3        | Duitsland |
| Edinson Cavani 28' Diego Forlán 51' | goals        | 19' Thomas Müller 56' Marcell Jansen 82' Sami Khedira |
| Oscar Tabárez | bondscoach   | Joachim Löw |
| Fernando Muslera Jorge Fucile Diego Lugano Diego Godín Martín Cáceres Maximiliano Pereira Diego Pérez 77' Egidio Arévalo Edinson Cavani 88' Luis Suárez Diego Forlán | opstellingen | Hans-Jörg Butt Jérôme Boateng Per Mertesacker Arne Friedrich Dennis Aogo Sami Khedira Bastian Schweinsteiger Thomas Müller 90' Mesut Özil 81' Marcell Jansen 73' Cacau |
| Walter Gargano 77' Sebastián Abreu 88' | wissels      | 73' Stefan Kießling 81' Toni Kroos 90' Serdar Taşçı |
| Diego Pérez 61' | gele kaarten | 4' Dennis Aogo 6' Cacau 90' Arne Friedrich |

### Elfde ontmoeting
| Vriendschappelijk (Sinsheim, Duitsland, 29 mei 2011): |              | |
| Duitsland | 2 – 1        | Uruguay |
| Mario Gómez 20' André Schürrle 35' | goals        | 48' Walter Gargano |
| Joachim Löw | bondscoach   | Oscar Tabárez |
| Manuel Neuer Philipp Lahm 66' Arne Friedrich 66' Mats Hummels Marcel Schmelzer Simon Rolfes Toni Kroos 79' André Schürrle 58' Mesut Özil 46' Thomas Müller 79' Mario Gómez | opstellingen | Fernando Muslera Maximiliano Pereira Diego Lugano Diego Godín Martín Cáceres 55' Álvaro Pereira 87' Walter Gargano 76' Egidio Arévalo Luis Suárez Diego Forlán Edinson Cavani |
| Miroslav Klose 46' Lukas Podolski 58' Holger Badstuber 66' Benedikt Höwedes 66' Christian Träsch 79' Mario Götze 79'                                                       | wissels      | 55' Gaston Ramírez 76' Sebastián Eguren 87' Sebastián Abreu |
| | gele kaarten | 85' Luis Suárez |
| - Debuut van Benedikt Höwedes (Schalke 04) voor Duitsland. |              | |